# Rupture fatale
Pour plus de détails, voir Fiche technique et Distribution.
Rupture fatale (A Fall from Grace, littéralement « Une disgrâce ») est un thriller américain écrit, coproduit et réalisé par Tyler Perry, sorti en 2020 sur la plate-forme Netflix.

## Synopsis
Jasmine Bryant (Bresha Webb) est une avocate commise d'office dans la petite ville de Viginia. Son mari Jordan (Matthew Law) est policier. Jasmine se voit confier une nouvelle affaire par son patron Rory (Tyler Perry) : il s’agit un dossier sur Grace Waters (Crystal Fox) qui plaide coupable. Cette dernière est découragée depuis l'affaire de son ex-mari Shannon DeLong (Mehcad Brooks) qu’elle a tué de plusieurs coups de batte de baseball…

## Fiche technique
Sauf indication contraire ou complémentaire, les informations mentionnées dans cette section proviennent du générique de fin de l'œuvre audiovisuelle présentée ici.
- Titre original : A Fall from Grace
- Titre français : Rupture fatale
- Réalisation et scénario : Tyler Perry
- Musique : Jay Weigel
- Photographie : Terrence Burke
- Montage : Larry Sexton
- Production : Will Areu et Mark E. Swinton

Production déléguée : Tyler Perry et Michelle Sneed
- Société de production : Tyler Perry Studios
- Société de distribution : Netflix
- Pays d’origine :  États-Unis
- Langue originale : anglais
- Format : couleur
- Genre : thriller
- Durée : 115 minutes
- Dates de sortie :
  - Monde : 17 janvier 2020

## Distribution
Source et légende : version française (VF) sur RS Doublage
- Crystal Fox (VF : Isabelle Leprince) : Grace Waters
- Phylicia Rashād (VF : Cathy Cerdà) : Sarah Miller
- Bresha Webb (VF : Fily Keita) : Jasmine Bryant
- Mehcad Brooks (VF : Jean-Baptiste Anoumon) : Shannon DeLong
- Cicely Tyson (VF : Colette Venhard) : Alice
- Tyler Perry (VF : Frantz Confiac) : Rory Garruax
- Matthew Law (VF : Jhos Lican) : Jordan Bryant
- Donovan Christie, Jr. (VF : Jérôme Pauwels) : Donnie
- Walter Fauntleroy (VF : Louis Jonathann) : Malcolm Waters
- Angela Marie Rigsby (VF : Melissa Leprince) : Tilsa
- Adrian Pasdar (VF : Pierre Tessier) : le procureur Bradley Tankerton
- Nathan Anderson (VF : Xavier Béja) : le procureur

## Production
Le tournage a lieu dans les Studios de Tyler Perry (en) à Atlanta en Géorgie pendant cinq jours en automne 2018.

## Accueil

### Diffusion
Le 17 janvier 2020, le film est diffusé à travers le monde sur Netflix.

### Critique
Sur Rotten Tomatoes, le film reçoit une cote d'approbation générale de 36% avec onze critiques et une moyenne pondérée de 4,61/10. Sur Metacritic, il reçoit une moyenne de 33 sur 100, avec six critiques, précisant « globalement défavorable ».